# کوژوخووک
کوژوخووک (به لهستانی:  Kożuchówek) یک روستا در لهستان است که در گمینا بیلانه واقع شده‌است.